# Erik Andersson (simmare)
Erik Andersson, född den 10 september 1984 i Trollhättan, är en svensk simmare. I meritlistan syns främst 6 individuella SM-guld (senior) och ett EM-brons i lagkapp 4x50 m fritt.
Andersson har vunnit ungdoms-SM och junior-SM flera gånger och har flera medaljer i senior-SM utöver gulden. Han har även tagit medaljer vid SM i lagkapp, varav flera guld, med Linköpings Allmänna Simsällskap. Han har deltagit i flera VM och EM för Sverige. 2004 deltog Erik i de olympiska spelen i Aten där han kom på 32:a plats i 100 m fjärilssim med tiden 54,26. Andersson har även tävlat för Trollhättans Simsällskap och Göteborg Sim (en kort period 2005).